# Adrénarche
L'adrénarche est un stade précoce de la maturation sexuelle qui se produit chez certains primates supérieurs dont l'homme, culmine généralement vers l'âge de 20 ans,, et est impliquée dans le développement des poils pubiens, des odeurs corporelles, de la peau grasse, de la pilosité axillaire, de l'augmentation de la libido et de l'acné légère.
Au cours de l'adrénarche, les glandes surrénales sécrètent des niveaux accrus d' androgènes surrénaliens faibles, y compris la DHEA et l'androstènedione, mais sans augmentation des niveaux de cortisol. L'adrénarche est le résultat du développement d'une nouvelle zone du cortex surrénalien, la zone réticulaire. L'adrénarche est un processus lié à la puberté, mais distinct de la maturation et de la fonction de l'axe hypothalamo-hypophyso-gonadique.

## Apparition

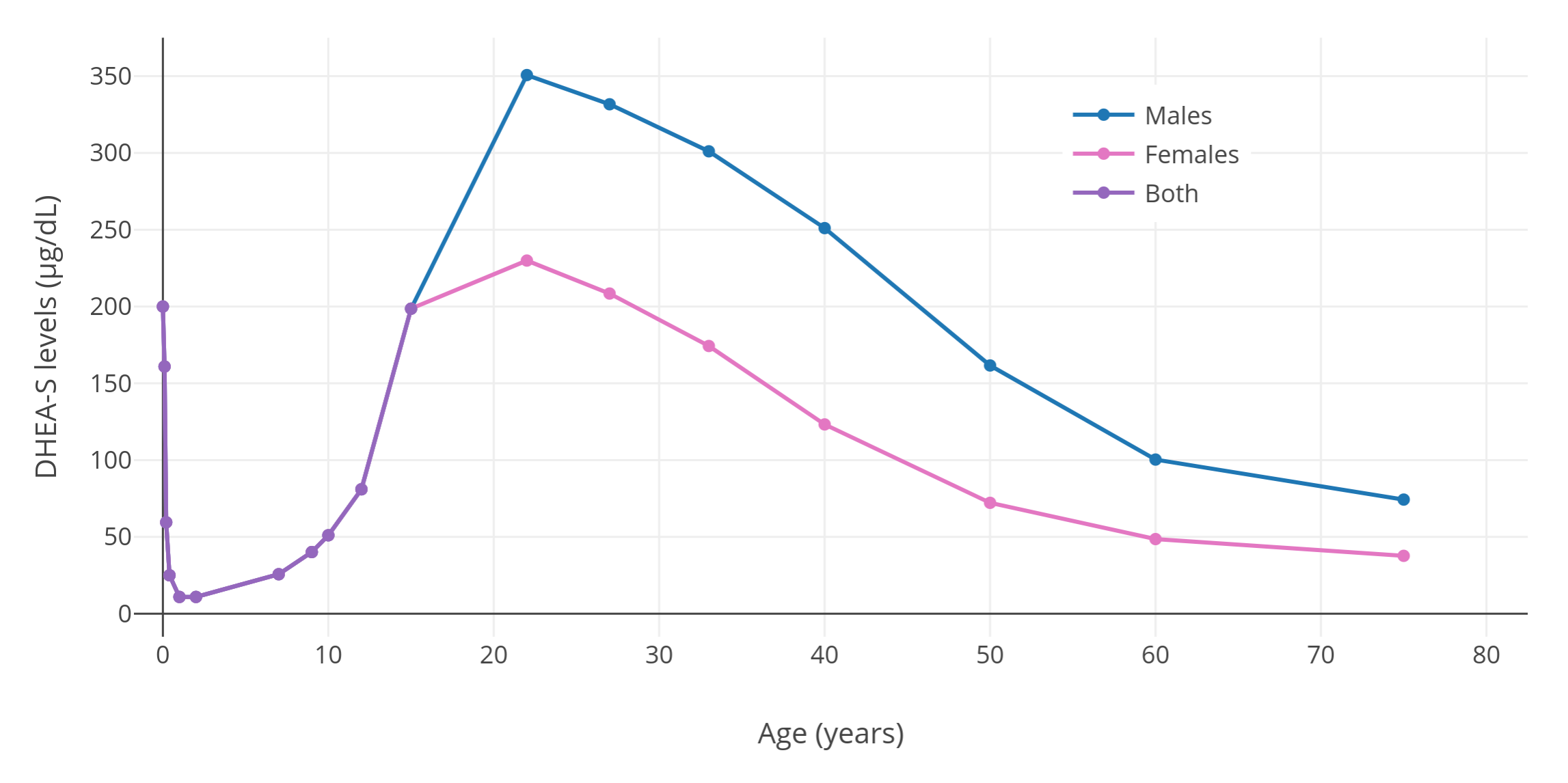
Niveaux de DHEA-S, un androgène surrénalien majeur, tout au long de la vie chez l'homme.

L'adrénarche survient entre 6 et 20 ans,. Après la première année de vie, les glandes surrénales sécrètent de très faibles niveaux d'androgènes surrénaliens.
L'adrénarche débute en moyenne entre 5 et 8 ans chez les filles et entre 7 et 11 ans chez les garçons, et précède la puberté d'environ 2 ans,,. Contrairement aux changements physiques qui se produisent pendant la puberté, l'adrénarche est avant tout un stade de développement émotionnel et psychologique.
Elle se poursuit tout au long de la puberté, les niveaux d'androgènes surrénaliens augmentant progressivement jusqu'à atteindre des niveaux maximaux chez les jeunes adultes, vers l'âge de 20 ans,.
Les niveaux circulants de DHEA-S culminent spécifiquement chez l'homme vers l'âge de 19 ou 20 ans chez les femmes et vers l'âge de 20 à 24 ans chez les hommes. Les niveaux de corticostéroïdes comme le cortisol ne changent pas avec l'adrénarche.

## Rôle dans la puberté
Un initiateur de l'adrénarche n'a pas encore été identifié. Des chercheurs ont tenté en vain d'identifier un nouveau peptide hypophysaire, appelé "hormone de stimulation des androgènes surrénaliens".
D'autres ont proposé que la maturation surrénalienne soit un processus graduel intrinsèque aux glandes surrénales qui n'a pas de déclencheur distinct.
Une troisième voie de recherche consiste à rechercher une relation possible avec la masse corporelle du fœtus ou de l'enfant et les signaux associés tels que l'insuline et la leptine. De nombreux enfants nés petits pour l'âge gestationnel en raison d'un retard de croissance in utéro (RCIU) ont un début précoce de l'adrénarche, ce qui soulève la possibilité que le moment de l'adrénarche puisse être affecté par la programmation physiologique de la petite enfance.
L'adrénarche survient également prématurément chez de nombreux enfants en surpoids, suggérant une relation possible avec des signaux de masse corporelle ou d'adiposité.
Les principales conséquences physiques de l'adrénarche sont les effets androgènes, en particulier les poils pubiens (dans lesquels le stade 2 de Tanner devient le stade 3 de Tanner) et le changement de composition de la sueur qui produit une odeur corporelle adulte. Une peau et des cheveux plus gras et une légère acné peuvent survenir. Les poils pubiens causés par Adrenarche sont généralement transitoires et disparaissent juste avant le début de la puberté. Chez la plupart des garçons, ces changements sont indiscernables des effets précoces de la testostérone testiculaire survenant au début de la puberté gonadique. Chez les filles, les androgènes surrénaliens de l'adrénarche produisent la plupart des changements androgènes précoces de la puberté : poils pubiens, odeur corporelle, peau grasse et acné. Chez la plupart des filles, les effets androgènes précoces coïncident avec les premiers effets oestrogéniques de la puberté gonadique (ou surviennent quelques mois après) (développement mammaire et accélération de la croissance). Au fur et à mesure que la puberté féminine progresse, les ovaires et les tissus périphériques deviennent des sources plus importantes d'androgènes.
Les parents et de nombreux médecins déduisent souvent (à tort) le début de la puberté dès la première apparition des poils pubiens (appelée pubarche ).[réf. nécessaire] Cependant, l'indépendance d'adrenarche et de puberté gonadique est apparente chez les enfants avec le développement atypique ou anormal, quand un processus peut se produire sans l'autre. Par exemple, l'adrénarche ne survient pas chez de nombreuses filles atteintes de la maladie d'Addison, qui continueront à avoir un minimum de poils pubiens à mesure que la puberté progresse. À l'inverse, les filles atteintes du syndrome de Turner auront une adrénarche normale et un développement normal des poils pubiens, mais la véritable puberté gonadique ne se produit jamais parce que leurs ovaires sont défectueux.

## Prématurité
L'adrénarche prématurée est la cause la plus fréquente d'apparition précoce de poils pubiens (« pubarche prématurée ») chez l'enfant. Chez une grande proportion d'enfants, il semble s'agir d'une variation du développement normal ne nécessitant aucun traitement. Cependant, il existe trois problèmes cliniques liés à l'adrénarche prématurée.
Premièrement, lorsque les poils pubiens apparaissent à un âge inhabituellement précoce chez un enfant, l'adrénarche prématurée doit être distinguée de la véritable puberté centrale précoce, de l'hyperplasie congénitale des surrénales et des tumeurs productrices d'androgènes des surrénales ou des gonades. Les endocrinologues pédiatriques le font en démontrant des niveaux avancés de DHEA-S et d'autres androgènes surrénaliens, avec des niveaux prépubères de gonadotrophines et de stéroïdes sexuels gonadiques.
Deuxièmement, il existe certaines preuves que l'adrénarche prématurée peut indiquer qu'il y avait une anomalie de l'environnement énergétique intra-utérin et de la croissance. Comme mentionné ci-dessus, l'adrénarche prématurée survient plus souvent chez les enfants présentant un retard de croissance intra-utérin et chez les enfants en surpoids. Certaines de ces mêmes études ont démontré que certaines filles qui présentent une adrénarche prématurée peuvent continuer à avoir des niveaux excessifs d'androgènes à l'adolescence. Cela peut entraîner un hirsutisme ou des irrégularités menstruelles dues à l'anovulation appelée syndrome des ovaires polykystiques.
Troisièmement, au moins un rapport  a trouvé une incidence accrue de problèmes de comportement et scolaires dans un groupe d'enfants atteints d'adrénarche prématurée par rapport à un groupe témoin par ailleurs similaire. À ce jour, une telle relation n'a été ni confirmée ni expliquée et il n'y a pas d'implications évidentes en matière de gestion.